# Dagestan
Dagestan (Russisch: Дагестан) is een autonome republiek van de Russische Federatie, gelegen aan de Kaspische Zee, in de Kaukasus.
De hoofdstad is Machatsjkala. Dagestan heeft een oppervlakte van 50.300 km² - iets groter dan Nederland - en telt 2.576.531 inwoners. Het is een van de weinige deelgebieden van Rusland waar de bevolking nog steeds groeit door natuurlijke aanwas. Dagestan is grotendeels islamitisch.

## Toponymie
Het woord Dagestan is van Turkse en Perzische afkomst. Dağ betekent 'berg' in het Turks en -stan is een Perzisch achtervoegsel dat 'land' betekent.

## Geografie
Het zuiden van Dagestan is onderdeel van het gebergte de Kaukasus en het noorden gaat langzaam over in de Kaspische Laagte. In het westen grenst Dagestan aan de deelrepubliek Tsjetsjenië, in het noordwesten aan de kraj Stavropol, in het noorden aan de deelrepubliek Kalmukkië, in het oosten aan de Kaspische Zee, in het zuiden aan Azerbeidzjan en in het zuidwesten aan Georgië.
De hoofdstad Machatsjkala (577.990 inwoners) is de snelst groeiende stad van Rusland. Ruim een derde van de bevolking van Dagestan woonde in 2007 in en rondom de stad. De groei van Machatsjkala maakt deel uit van de grote urbanisatiegolf die vanaf de jaren 90 op gang is gekomen in Dagestan. Een andere redelijk grote stad is de oude historische (en zeer multiculturele) stad Derbent, waar bijna alle godsdiensten uit de regio vertegenwoordigd zijn.

## Bestuurlijke indeling
Dagestan bestaat bestuurlijk uit 41 gemeentelijke districten en tien stadsdistricten. De gemeentelijke en stedelijke districten zijn:
| \| \| District \| Russisch \| Bestuurlijk centrum \| \| -- \| ------------------ \| ------------------ \| ------------------- \| \| 40 \| Achtynski \| Ахтынский \| Achty \| \| 15 \| Achvachski \| Ахвахский \| Karata \| \| 34 \| Agoelski \| Агульский \| Tpig \| \| 24 \| Akoesjinski \| Акушинский \| Akoesja \| \| 4 \| Babajoertovski \| Бабаюртовский \| Babajoert \| \| 10 \| Boejnakski \| Буйнакский \| Boejnaksk \| \| 14 \| Botlichski \| Ботлихский \| Botlich \| \| 5 \| Chasavjoertovski \| Хасавюртовский \| Chasavjoert \| \| 35 \| Chivski \| Хивский \| Chiv \| \| 16 \| Choenzachski \| Хунзахский \| Choenzach \| \| 25 \| Dachadajevski \| Дахадаевский \| Oerkarach \| \| 28 \| Derbentski \| Дербентский \| Derbent \| \| 41 \| Dokoezparinski \| Докузпаринский \| Oesoechtsjaj \| \| 17 \| Gergebilski \| Гергебильский \| Gergebil \| \| 12 \| Goembetovski \| Гумбетовский \| Mechelta \| \| 23 \| Goenibski \| Гунибский \| Goenib \| \| 20 \| Kajakentski \| Каякентский \| Novokajakent \| \| 26 \| Kajtagski \| Кайтагский \| Madzjalis \| \| 11 \| Karaboedachkentski \| Карабудахкентский \| Karaboedachkent \| \| 9 \| Kazbekovski \| Казбековский \| Dylym \| \| 6 \| Kiziljoertovski \| Кизилюртовский \| Kiziljoert \| \| 3 \| Kizljarski \| Кизлярский \| Kizljar \| \| 33 \| Koelinski \| Кулинский \| Batsji \| \| 7 \| Koemtorkalinski \| Кумторкалинский \| Korkmaskala \| \| 39 \| Koerachski \| Курахский \| Koerach \| \| 32 \| Lakski \| Лакский \| Koemoech \| \| 18 \| Levasjinski \| Левашинский \| Levasji \| \| 37 \| Magaramkentski \| Магарамкентский \| Magaramkent \| \| 1 \| Nogajski \| Ногайский \| Terekli-Mekteb \| \| 8 \| Novolakski \| Новолакский \| Novolak \| \| 13 \| Oentsoekoelski \| Унцукульский \| Oentsoekoel \| \| 38 \| Roetoelski \| Рутульский \| Roetoel \| \| 19 \| Sergokalinski \| Сергокалинский \| Sergokala \| \| 22 \| Sjamilski \| Шамильский \| Chebda \| \| 36 \| Soelejman-Stalski \| Сулейман-Стальский \| Kasoemkent \| \| 27 \| Tabasaranski \| Табасаранский \| Choetsjni \| \| 2 \| Taroemovski \| Тарумовский \| Taroemovka \| \| 30 \| Tljaratinski \| Тляратинский \| Tljarata \| \| 31 \| Tsjarodinski \| Чародинский \| Tsoerib \| \| 21 \| Tsoemadinski \| Цумадинский \| Agvali \| \| 29 \| Tsoentinski \| Цунтинский \| Kidero \| \| B \| Bežtan osa-alue \| Бежтинский участок \| \| \| M \| Machatsjkala \| Махачкала \| \| | 1 2 3 4 5 6 7 8 9 10 11 12 13 14 15 16 17 18 19 20 21 22 23 24 25 26 27 28 29 30 31 32 33 34 35 36 37 38 39 40 41 B M |                    |                     |
| | District | Russisch           | Bestuurlijk centrum |
| 40 | Achtynski | Ахтынский          | Achty               |
| 15 | Achvachski | Ахвахский          | Karata              |
| 34 | Agoelski | Агульский          | Tpig                |
| 24 | Akoesjinski | Акушинский         | Akoesja             |
| 4 | Babajoertovski | Бабаюртовский      | Babajoert           |
| 10 | Boejnakski | Буйнакский         | Boejnaksk           |
| 14 | Botlichski | Ботлихский         | Botlich             |
| 5 | Chasavjoertovski | Хасавюртовский     | Chasavjoert         |
| 35 | Chivski | Хивский            | Chiv                |
| 16 | Choenzachski | Хунзахский         | Choenzach           |
| 25 | Dachadajevski | Дахадаевский       | Oerkarach           |
| 28 | Derbentski | Дербентский        | Derbent             |
| 41 | Dokoezparinski | Докузпаринский     | Oesoechtsjaj        |
| 17 | Gergebilski | Гергебильский      | Gergebil            |
| 12 | Goembetovski | Гумбетовский       | Mechelta            |
| 23 | Goenibski | Гунибский          | Goenib              |
| 20 | Kajakentski | Каякентский        | Novokajakent        |
| 26 | Kajtagski | Кайтагский         | Madzjalis           |
| 11 | Karaboedachkentski | Карабудахкентский  | Karaboedachkent     |
| 9 | Kazbekovski | Казбековский       | Dylym               |
| 6 | Kiziljoertovski | Кизилюртовский     | Kiziljoert          |
| 3 | Kizljarski | Кизлярский         | Kizljar             |
| 33 | Koelinski | Кулинский          | Batsji              |
| 7 | Koemtorkalinski | Кумторкалинский    | Korkmaskala         |
| 39 | Koerachski | Курахский          | Koerach             |
| 32 | Lakski | Лакский            | Koemoech            |
| 18 | Levasjinski | Левашинский        | Levasji             |
| 37 | Magaramkentski | Магарамкентский    | Magaramkent         |
| 1 | Nogajski | Ногайский          | Terekli-Mekteb      |
| 8 | Novolakski | Новолакский        | Novolak             |
| 13 | Oentsoekoelski | Унцукульский       | Oentsoekoel         |
| 38 | Roetoelski | Рутульский         | Roetoel             |
| 19 | Sergokalinski | Сергокалинский     | Sergokala           |
| 22 | Sjamilski | Шамильский         | Chebda              |
| 36 | Soelejman-Stalski | Сулейман-Стальский | Kasoemkent          |
| 27 | Tabasaranski | Табасаранский      | Choetsjni           |
| 2 | Taroemovski | Тарумовский        | Taroemovka          |
| 30 | Tljaratinski | Тляратинский       | Tljarata            |
| 31 | Tsjarodinski | Чародинский        | Tsoerib             |
| 21 | Tsoemadinski | Цумадинский        | Agvali              |
| 29 | Tsoentinski | Цунтинский         | Kidero              |
| B | Bežtan osa-alue | Бежтинский участок |                     |
| M | Machatsjkala | Махачкала          |                     |

## Bevolking

### Etniciteit

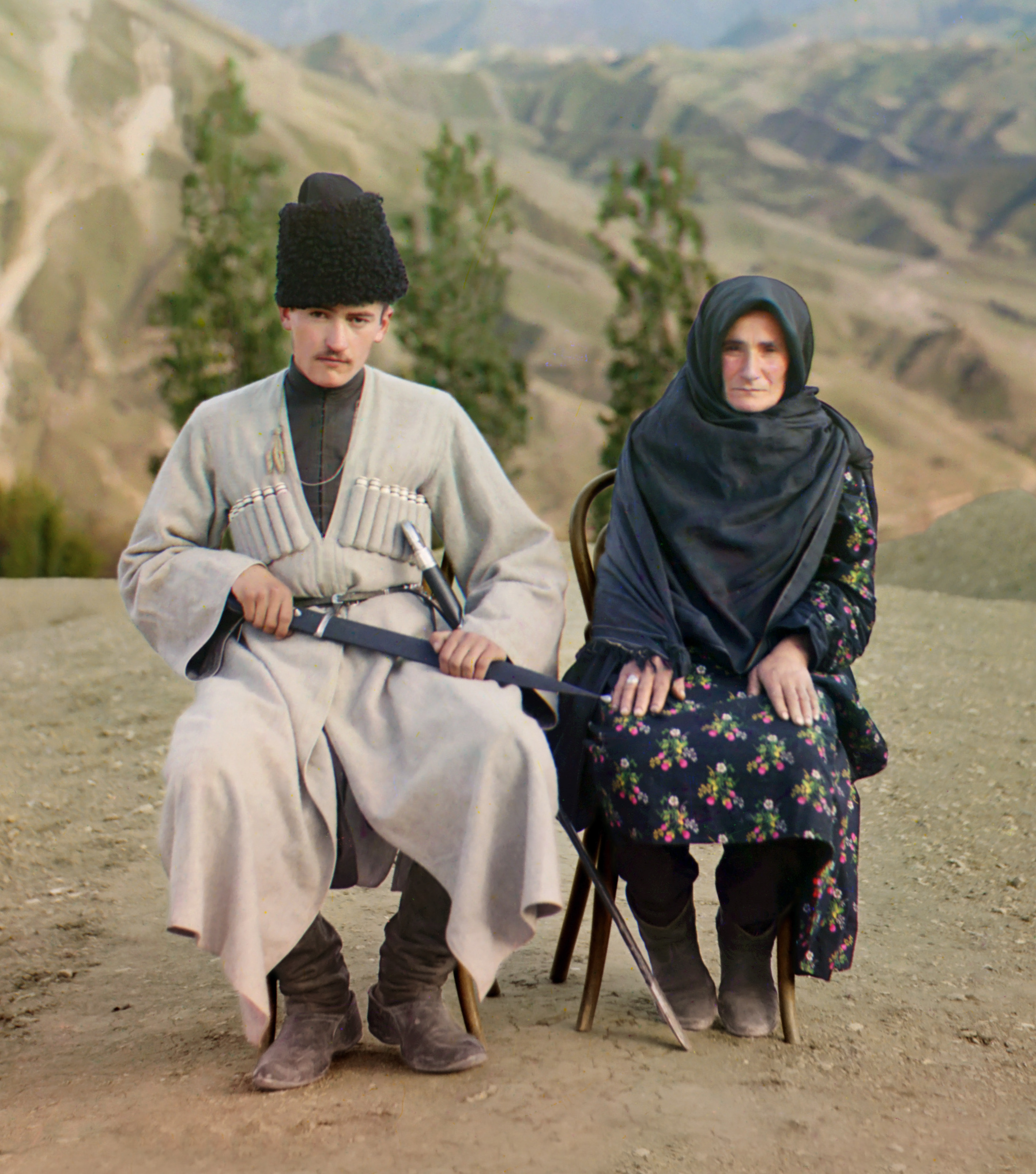
Man en vrouw in Dagestan in 1904.

Geen enkele van de meer dan 30 volken heeft een meerderheid in Dagestan. Hoewel het etnisch zelfbewustzijn relatief hoog is voelen veel inwoners zich toch in de eerste plaats 'Dagestanen', maar interetnische relaties komen slechts sporadisch voor (4% volgens een enquête onder de bevolking in 2005). De grootste volken zijn, qua inwoneraantal, de Avaren (29,4%) die vooral woonachtig zijn in het zuidwesten, het midden en de hoofdstad, de Dargienen (16,5%) die vooral woonachtig zijn in het mid-zuiden en de Koemukken (14,2%) die vooral in het oosten wonen. Andere volken die de meerderheid vormen in een of meer districten in de republiek zijn de Nogai in het noordwesten, de Laken in het mid-zuiden en de Lezgiërs en Azerbeidzjanen in het zuidoosten. De Russen maken nog maar 4,7% uit van de totale bevolking, dit in tegenstelling tot de jaren vijftig en zestig, toen ze zo'n twintig procent van de bevolking uitmaakten. Het Russisch is wel de lingua franca die het etnisch verdeelde gebied qua communicatie bijeenhoudt (tot de negentiende eeuw had het Koemuks deze positie), maar heeft na het uiteenvallen van de Sovjet-Unie wel invloed verloren. Het aantal volken bedraagt ruim dertig en het aantal talen van Dagestan bedraagt minimaal 35.
De meeste van deze volken vormen geen meerderheid in hun eigen woongebied of bewonen maar een paar dorpen. De veertien grootste volken genieten officiële erkenning en zijn vertegenwoordigd in de Staatsraad, het hoogste uitvoerende orgaan in de republiek.
Naast de twaalf grootste volken hebben ook de Kaukasische Tsjetsjenen (3,4%) (in Midden-Dagestan) en de Iraanse Bergjoden en Taten een officiële status. De Tsjetsjenen raakten in 1992 in conflict met de Laken in het district Novolakski, waaruit een aantal van hen werden gedeporteerd. De belangrijkste concentratie Tsjetsjenen woont rond de stad Chasavjoert.
De meeste van deze volken hebben hun voornaamste woongebied in Dagestan. De Azerbeidzjanen, de Tsjetsjenen en de Russen zijn hierop de uitzonderingen, terwijl van alle Lezgiërs ongeveer de helft in Dagestan woont (en de rest in Azerbeidzjan, waaraan Dagestan in het zuiden grenst). Bij de indeling van de gebieden in de jaren twintig wilden de Azerbeidzjanen en Lezgiërs eigenlijk de gebieden waarin ze woonden tot een maken, maar Stalin ging hier net als bij de Osseten (die nu verspreid over het Noord- en Zuid-Ossetië wonen) niet op in.

### Religie
De islam is de belangrijkste religie in Dagestan en heeft na de val van de Sovjet-Unie sterk aan invloed gewonnen. Waren er in de Sovjettijd 26 moskeeën in heel Dagestan, eind 2006 waren er reeds bijna 1800. De belangrijkste is de Grote Moskee van Makhachkala. Ook het islamitische onderwijssysteem wint steeds meer aan invloed. De problemen in de buurrepubliek Tsjetsjenië hebben er mede toe geleid dat de bevolking in Dagestan sterk afkeurend tegenover de radicale islam (het wahabisme) is komen te staan.
| 1926    | 1939    | 1959      | 1970      | 1979      | 1989      | 2002      |
| ------- | ------- | --------- | --------- | --------- | --------- | --------- |
| 784.047 | 930.416 | 1.062.472 | 1.428.540 | 1.628.159 | 1.802.188 | 2.576.531 |

## Politiek
De val van de Sovjet-Unie leidde tot de ineenstorting van de lokale Sovjetmachtstructuren. Dit leidde in de jaren 90 soms tot wetteloosheid en een grote groei van de corruptie. Met name de lokale clanstructruren strijken veel geld op, hetgeen de zwakke lokale economie nog verder heeft doen inzakken en de bevolking verder heeft doen verarmen. De corruptie is zo erg dat gevolmachtigd afgevaardigde Dmitri Kozak van het Zuidelijk Federaal District (waar Dagestan tot 2010 onder viel) begin 21e eeuw voorstelde om de president van Dagestan en andere moslimrepublieken onder staatstoezicht te stellen.
De huidige president (voorzitter van de Staatsraad van Dagestan) is sinds 20 februari 2010 Magomedsalam Magomedov. Hij is de zoon van Magomedali Magomedov die van 1987 tot 2006 president was. Met een regeringsperiode van 19 jaar was hij een van de langstzittende regionale leiders van Rusland. In de tussenperiode was Moechoe Aliev president.

## Sport
Anzji Machatsjkala (Engels: Anzhi Makhachkala, Russisch: Футбольный Клуб Анжи Махачкала, Foetbolny Kloeb Anzji Machatsjkala) is een Russische voetbalclub uit Machatsjkala, de hoofdstad van de deelrepubliek. Ze speelt in de hoogste afdeling van de Russische competitie.
Khabib Nurmagomedov is een bekende UFC-vechter afkomstig uit Dagestan. Ongeslagen werd hij kampioen in de klasse lichtgewicht, en ging met pensioen met een record van 29 wedstrijden gewonnen en nul verloren. Ook Islam Makhachev, welke door Khabib wordt gecoacht, komt uit Dagestan. Hij is de voormalige kampioen in de lichtgewicht klasse van de UFC.